# Limnophila rubida
Limnophila rubida là một loài ruồi trong họ Limoniidae. Chúng phân bố ở miền Tân bắc.